# Carmen Silvera
Carmen Blanche Silvera (Toronto, 2 juni 1922 – Londen, 3 augustus 2002) was een Engels actrice, geboren in Canada. Ze verhuisde al op jonge leeftijd naar het Engelse Coventry.
Silvera zal door het merendeel van haar publiek herinnerd worden als Edith Artois, de vrouw van cafébaas René Artois (gespeeld door Gorden Kaye) in de televisieserie 'Allo 'Allo!. Ze speelde diverse rollen in haar carrière en een gastrol in de serie Dad's Army leverde haar een rol op in de radioversie ervan. In 2001 toerde ze door Engeland met de komedie You only live twice.
Toen ze te horen kreeg dat ze longkanker had, zei ze dat ze tegen de ziekte ging vechten zonder chemo- of radiotherapie. Ze is uiteindelijk aan de ziekte bezweken. Silvera is 80 jaar geworden.